# U-585
Unterseeboot 585 foi um submarino alemão do Tipo VIIC, pertencente a Kriegsmarine que atuou durante a Segunda Guerra Mundial.

## Comandantes
| Comandante                  | Data                                       |
| --------------------------- | ------------------------------------------ |
| Kptlt. Ernst-Bernward Lohse | 28 de agosto de 1941 - 30 de março de 1942 |

## Subordinação
Durante o seu tempo de serviço, esteve subordinado às seguintes flotilhas:
| Período                                      | Flotilha                                  |
| -------------------------------------------- | ----------------------------------------- |
| 28 de agosto de 1941 - 1 de dezembro de 1941 | 6. Unterseebootsflottille (treinamento)   |
| 1 de dezembro de 1941 - 30 de março de 1942  | 6. Unterseebootsflottille (serviço ativo) |

## Operações conjuntas de ataque
O U-585 participou das seguinte operações de ataque combinado durante a sua carreira:
- Rudeltaktik Eiswolf (29 de março de 1942 - 30 de março de 1942)